# نبرد اریحا

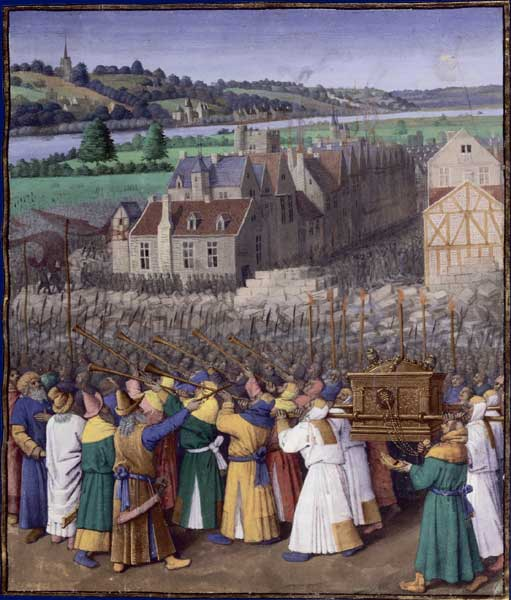
نبرد اریحا.

نبرد اریحا نبردی در کتاب مقدس صحیفه یوشع است که اولین نبرد بنی اسرائیل در فتح کنعان بوده‌است. بنا به روایات دیوار اریحا پس از مارش ارتش بنی اسرائیل دور شهر و چرخاندن تابوت عهد توسط لاویان و دمیدن در شوفار فرو می‌ریزد.

## در کتاب مقدس

### جمع آوری اطلاعات از اریحه
یوشع قبل از حمله به اریحه دو جاسوس برای گزارش وضعیت محلی میفرستد. شاه اریحه از حضور این دو جاسوس خبردار میشود و دستور میدهد که آن دو را به حضور او بیاورند. زنی که دو جاسوس پیش او بودند رهاب نام داشت و او آن دو جاسوس را مخفی کرد. آن زن به جاسوسها میگوید که مردم اریحه بعد از اینکه قوم اسرائیل مصریان را در معجزه دریای سرخ (۴۰ سال قبل به دست موسی) شکست دادند میترسند و قول میدهد که در صورتی که او و خانواده اش نجات یابند به آنها کمک کند. جاسوسها قبول میکنند به شرطی که :
- او خانه خود و خانواده اش را طوری مشخص کند که سربازان بدانند به آن حمله نکنند.
- خانواده او در تمامی جنگ باید درون خانه بمانند.
- او نباید به جاسوسها خیانت کند.
رهاب با این شرایط موافقت میکند و طنابی سرخ رنگ در بیرون پنجره خانه‌اش آویزان میکند. جاسوسها که از شهر سالم خارج میشوند بازگشته و به یوشع گزارش میدهند که تمامی سرزمین از ترس قوم اسرائیل و خدایشان در حال لرزیدن هستند.

### نبرد
در کتاب مقدس نقل شده است که قوم اسرائیل به رهبری یوشع از رود اردن عبور میکنند و شهر اریحه را محاصره میکنند. خدا به یوشع دستور میدهد که مردمش به مدت شش روز در بیرون شهر رژه رفته و هفت کاهن اسرائیل در شوفار در جلوی تابوت عهد بدمند. در روز هفتم و در دور هفتم چرخیدن به دور شهر لاویان در شوفار میدمند. یوشع به قوم اسرائیل دستور میدهد که فریاد بزنند و دیوارهای شهر فرو میریزد. اسرائیلیها به شهر وارد میشوند و تمامی شهر را نابود میکنند و تمامی مردان، زنان و کودکان آنان به دستور خداوند توسط یوشع نابود میشوند. تنها رهاب و خانواده اش از عذاب خداوند نجات میابند. بعد از این یوشع تمامی باقیمانده شهر را میسوزاند و هر کس که تصمیم بگیرد آن را بازسازی کند نفرین میکند. بر اساس کتاب مقدس تصور میشود که فروریختن دیوارهای اریحه در روز ۲۸ نیسان بوده است.